# نظام نرخ ثابت ارز
نظام نرخ ثابت ارز، (به انگلیسی: Fixed Exchange Rate System) یا نرخ واحد ارز، در این روش یک نرخ رسمی ثابت، برای یکای پول در مقابل ارزها اعلام و مورد حمایت قرار می‌گیرد. در این نظام، ثبات و اعتماد بالایی در مبادلات به وجود می‌آید. پذیرش و به کار بردن این سیاست پولی زمانی امکان‌پذیر است، که ذخایر ارزی و استاندارد طلای کشور، بالا و قابل ملاحظه باشد و وضع اقتصاد آن چنان باشد، که ارزها را به وسیله انگیزه‌های اقتصادی جذب کند.
همان گونه که ملاحظه می‌شود، نرخ ارز ثابت، همراه با کنترل دولت می‌باشد. نرخ ارز ثابت، همراه با کنترل دولت، به دو صورت خواهد بود. در یک شکل، دولت کنترل کامل بازار را در دست  می‌گیرد و نظام آزاد مبادلات ارزی وجود نخواهد داشت و پول کشور غیرقابل تبدیل خواهد شد. در شکل دوم دولت از سیاست تثبیت نرخ ارز پیروی، اما ورود و خروج ارز، آزاد می‌باشد، در این صورت پول کشور قابل تبدیل خواهد بود.